# Boxholms bruksmuseum
Boxholms bruksmuseum är en stiftelse bildad 1987 av Boxholms kommun, Östergötlands länsmuseum, nuvarande Ovako, Boxholms skogar och Boxholms AB. Det ligger i Boxholms kvarn, uppförd 1777 och det är den äldsta bevarade industribyggnaden på orten.

## Boxholms bruksmuseum
Museet tar upp brukets historia från 1582 och framåt, när Bocksholms säteri köptes av Arvid Gustafsson Stenbock. Museet håller året runt guidade turer för besöksgrupper som anmält sig i förväg, men den som åker förbi Boxholm på egen hand kan även den få en guidad tur. 
Bland museets stoltheter finns en körbar modell av det vedeldade ångfartyget Boxholm II samt en maskin för tillverkning av klippspik.

## Exteriör
Utanför museet finns föremål från järntillverkningen. Här finns ett valsverk för tillverkning av tråd. Två valsverksarbetare gjorda av små sammansvetsade plattjärnsbitar sköter valsningen från smältstycken till tråd, som kanske ska gå vidare för tillverkning av spik. Här finns också en lancashirehärd, en mumblingshammare och en ånghammare uppställda. Man kan också se ett ellok med lyftkransvagn (märkt 1918) och godsvagn. Det gick på Lönnabanan som fraktade gods från bruket till järnvägsstationen i Boxholm. Lönnabanan var den första banan som elektrifierades i Sverige 1890. Det var en smalspårsjärnväg (spårvidd 891 mm) som var i drift till 1968.

## Bildgalleri

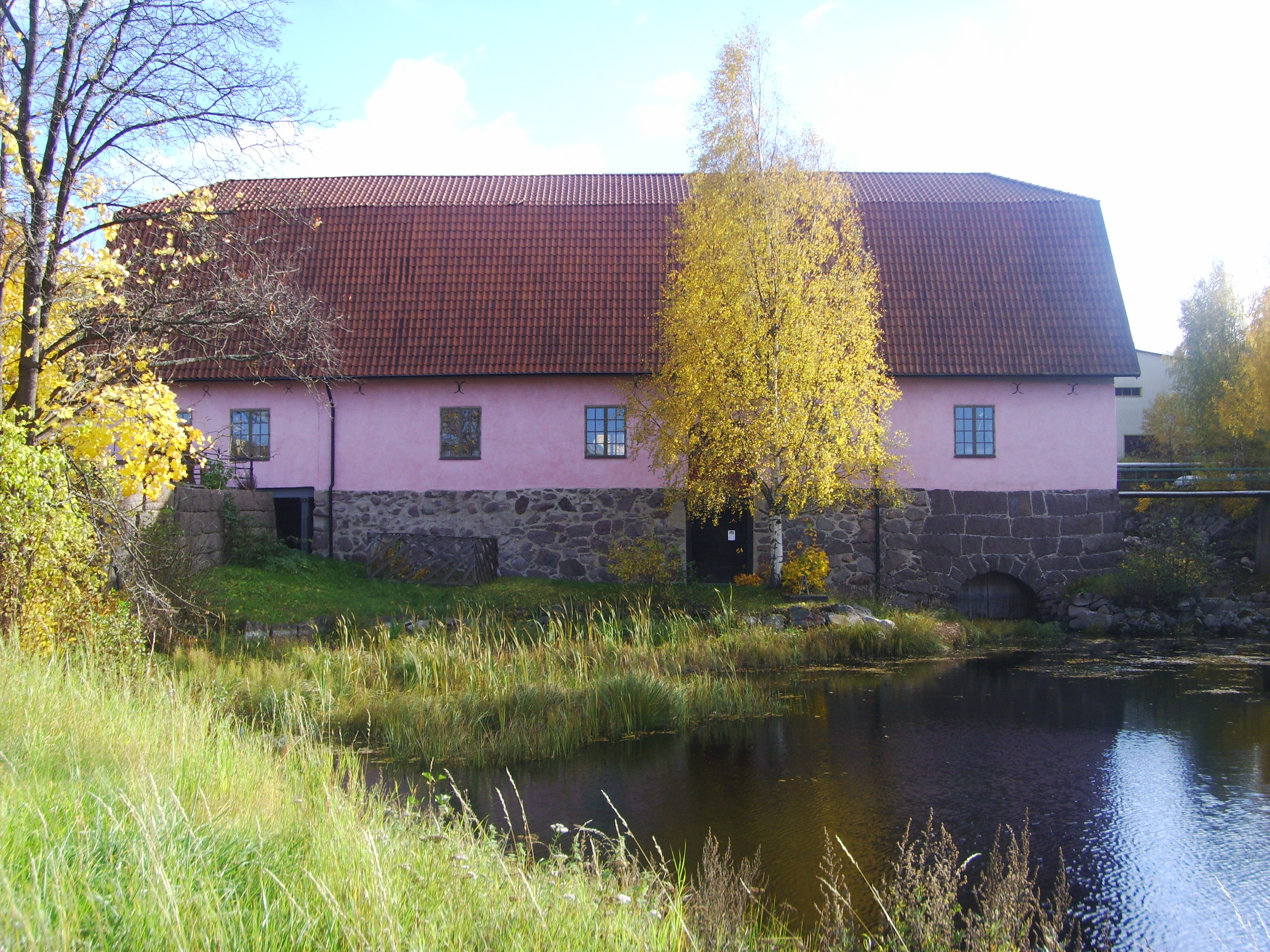
Museibyggnaden, Boxholms kvarn från 1777. Den rosafärgade fasaden är ursprunglig.
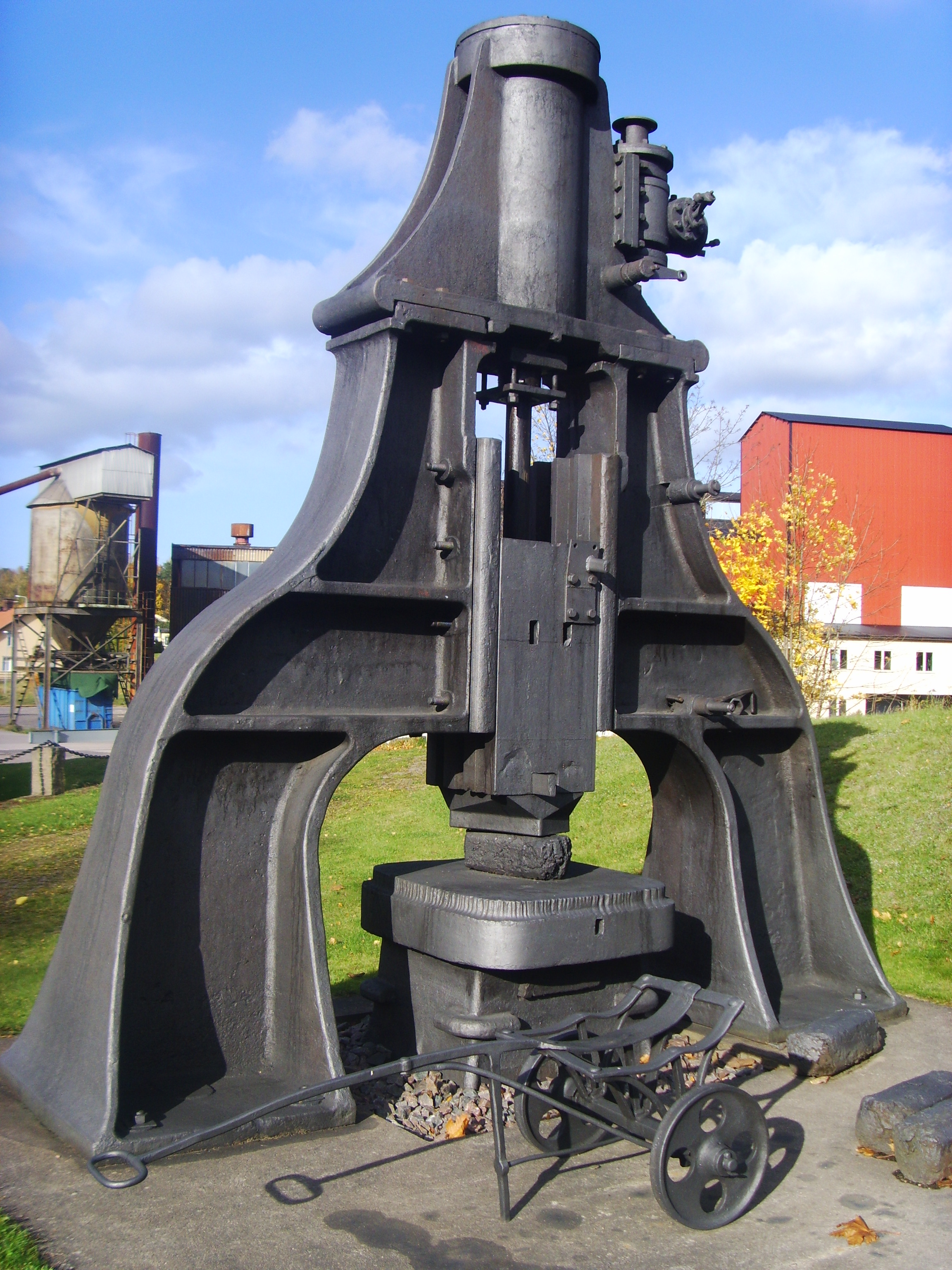
Ånghammare.
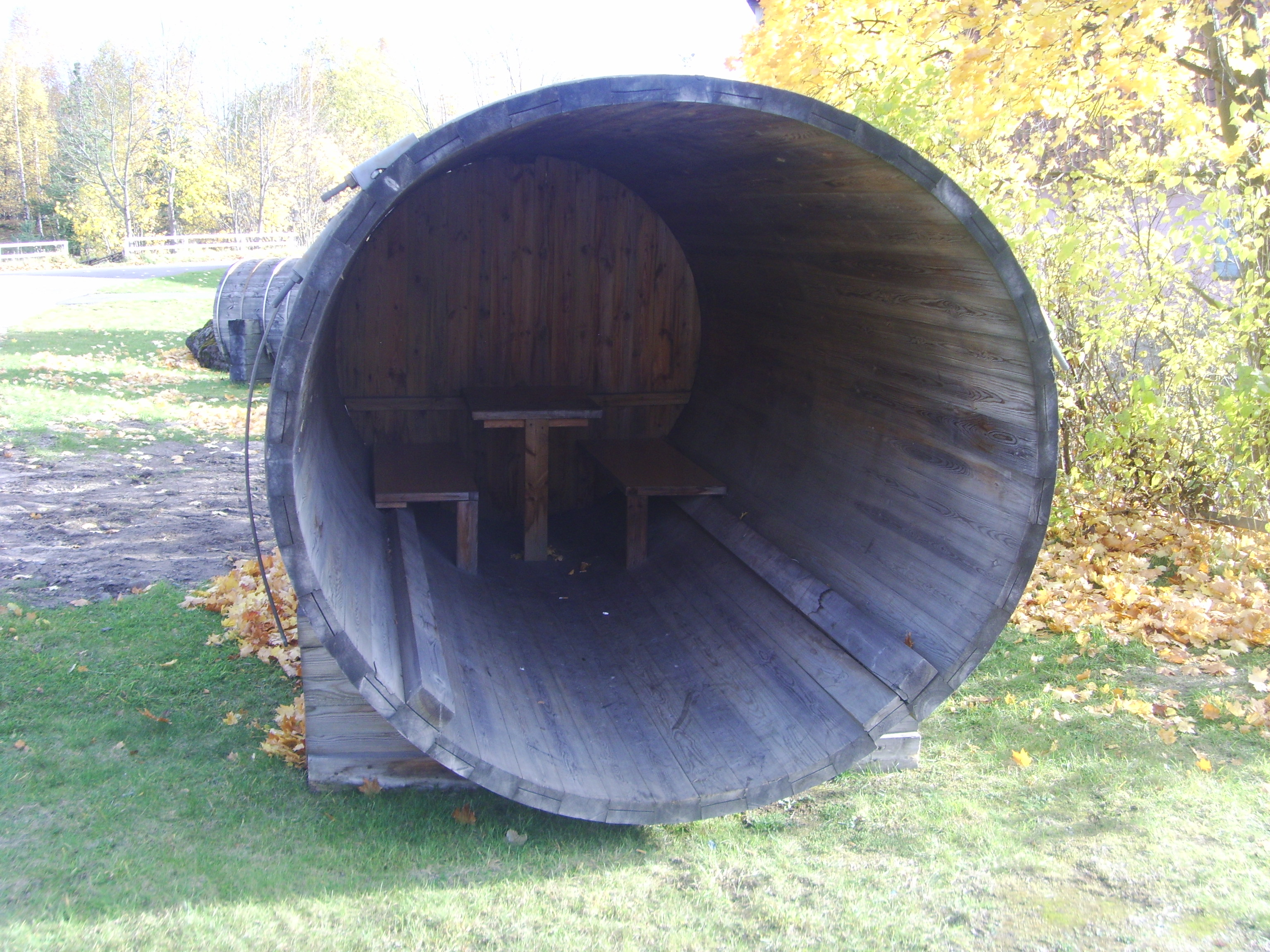
Vattentub omgjord till fikaplats.
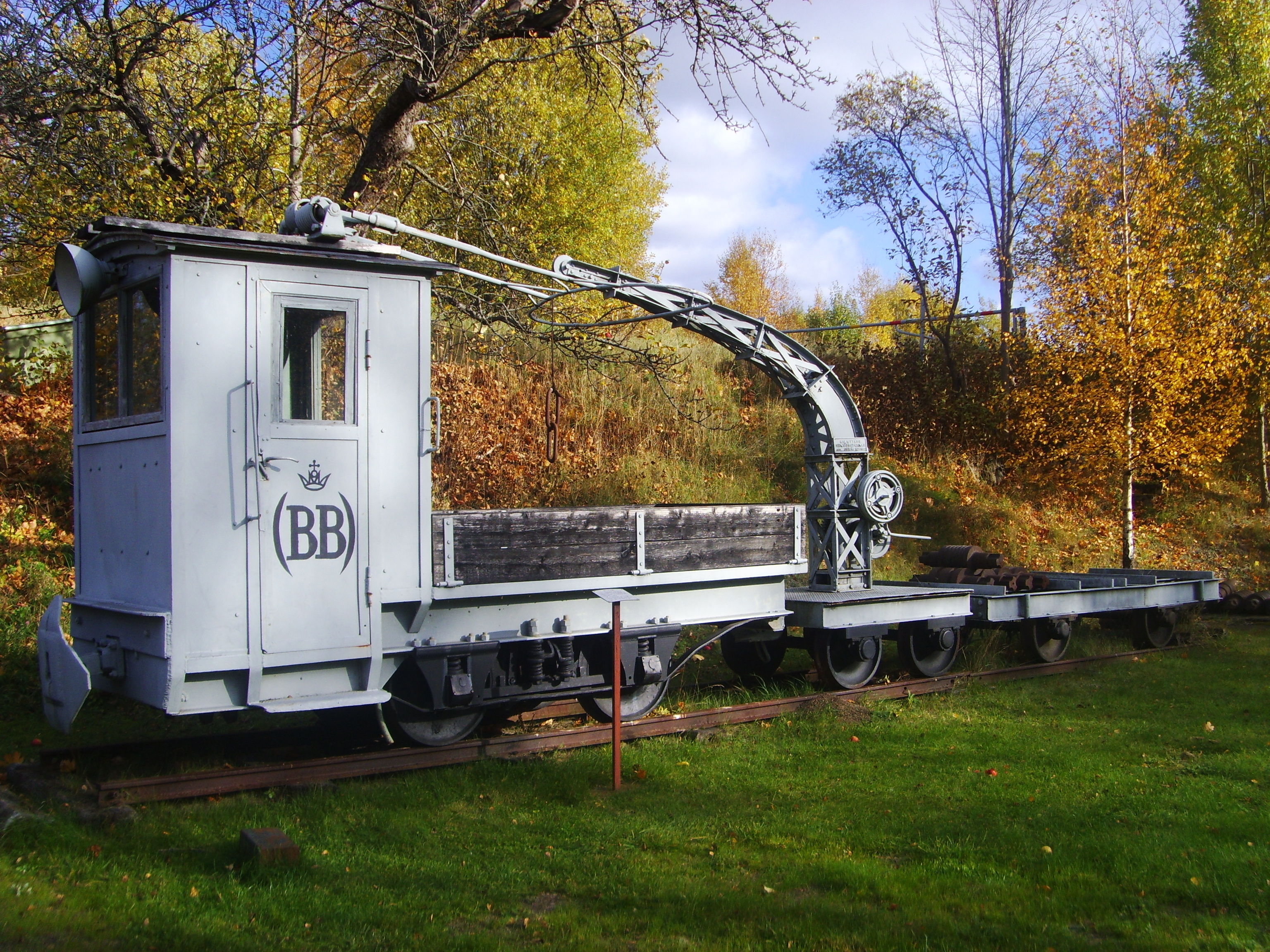
Ellok på Lönnabanan.